# Proscopia gigantea
Proscopia gigantea is een rechtvleugelig insect uit de familie Proscopiidae. De wetenschappelijke naam van deze soort is voor het eerst geldig gepubliceerd in 1820 door Klug.